# Eva Krause
Eva Krause (Düsseldorf, 19 maart 1970) is een Nederlands-Duitse kunstenares en grafica.
Krause studeerde visuele communicatie aan de Fachhochschule Düsseldorf en autonome beeldende kunst aan de Willem de Kooning Academie in Rotterdam. Krause woont en werkt in Rotterdam.

## Geselecteerde solo-exposities
- Wildwechsel, Spaceburo, Antwerpen (2014)
- Little Enemy, Hudson Museum, Rotterdam (2013)

## Geselecteerde groepsexposities
- Best of Portfoliodagen, Galerie Nasty Alice, Eindhoven (2018)
- Eva Krause, Arthur Stam, Antoinette van de Wal WTC Rotterdam Art Gallery (2017)
- Masters of Rotterdam at North Sea Jazz Festival, Ahoy, Rotterdam (2017)
- Masters of Rotterdam, WTC Rotterdam Art Gallery (2017)
- DIE GROSSE Kunstausstellung NRW, Museum Kunstpalast, Düsseldorf (2016)
- De Tuin van Heden, Kasteel van Bouchout, Plantentuin Meise, Meise (België) (2016)
- DIE GROSSE Kunstausstellung NRW, Museum Kunstpalast, Düsseldorf (2015)